# Новоивановский (Курская область)
Новоивановский — хутор в Беловском районе Курской области. Входит в Ильковский сельсовет.

## География
Хутор находится на реке Забужевка в бассейне Псла, в 97 км к юго-западу от Курска, в 16,5 км к юго-западу от районного центра — Белая, в 4,5 км от центра сельсовета — Илек.
Климат
Новоивановский, как и весь район, расположен в поясе умеренно континентального климата с тёплым летом и относительно тёплой зимой (Dfb в классификации Кёппена).

## Население
| 2002 | 2010 |
| ---- | ---- |
| 15   | ↘2   |

## Инфраструктура
Личное подсобное хозяйство.

## Транспорт
Новоивановский находится в 9 км от автодороги регионального значения 38К-001 (Белая — Мокрушино — граница Белгородской области), в 5 км от автодороги межмуниципального значения 38Н-014 (38К-001 — Илек), в 11,5 км от ближайшего ж/д остановочного пункта 94 км (линия Льгов I — Подкосылев).